# Carrer Major (la Jonquera)
El carrer Major és l'eix principal de comunicació del municipi de la Jonquera, inclòs en l'Inventari del Patrimoni Arquitectònic de Catalunya.

## Descripció
El nucli de la Jonquera s'articula a l'entorn d'un llarg carrer (el carrer Major) que n'esdevé l'eix principal i travessa el poble, a banda i banda del qual es disposen els diferents edificis. En general hi trobem habitatges unifamiliars o plurifamiliars i comerços ubicats a les plantes baixes; també edificis religiosos com l'església de Santa Maria i la Rectoria. A excepció d'algunes construccions que podem datar del segle xviii (Rectoria) o més antics com l'església (segle xv), els habitatges que configuren el carrer Major es construïren entre mitjan segle xix i la primera meitat del xx. Es tracta de cases entre mitgeres que solen tenir planta baixa, dos pisos i golfes i que presenten sovint cobertes terrassades o bé teulats a dues aigües. La seva articulació exterior es caracteritza per una organització sòbria de les façanes, la part de la casa més treballada, en què els elements verticals (finestres rectangulars allindanades) es combinen amb aquells horitzontals (balconades i línies d'impostes) i creen una ordenació del mur simètrica i racional. El carrer Major de la Jonquera sorgí, com és habitual en aquest tipus de nuclis organitzats a l'entorn d'un camí, sobre l'antic camí medieval francès que seguia la traça de l'antiga via romana.

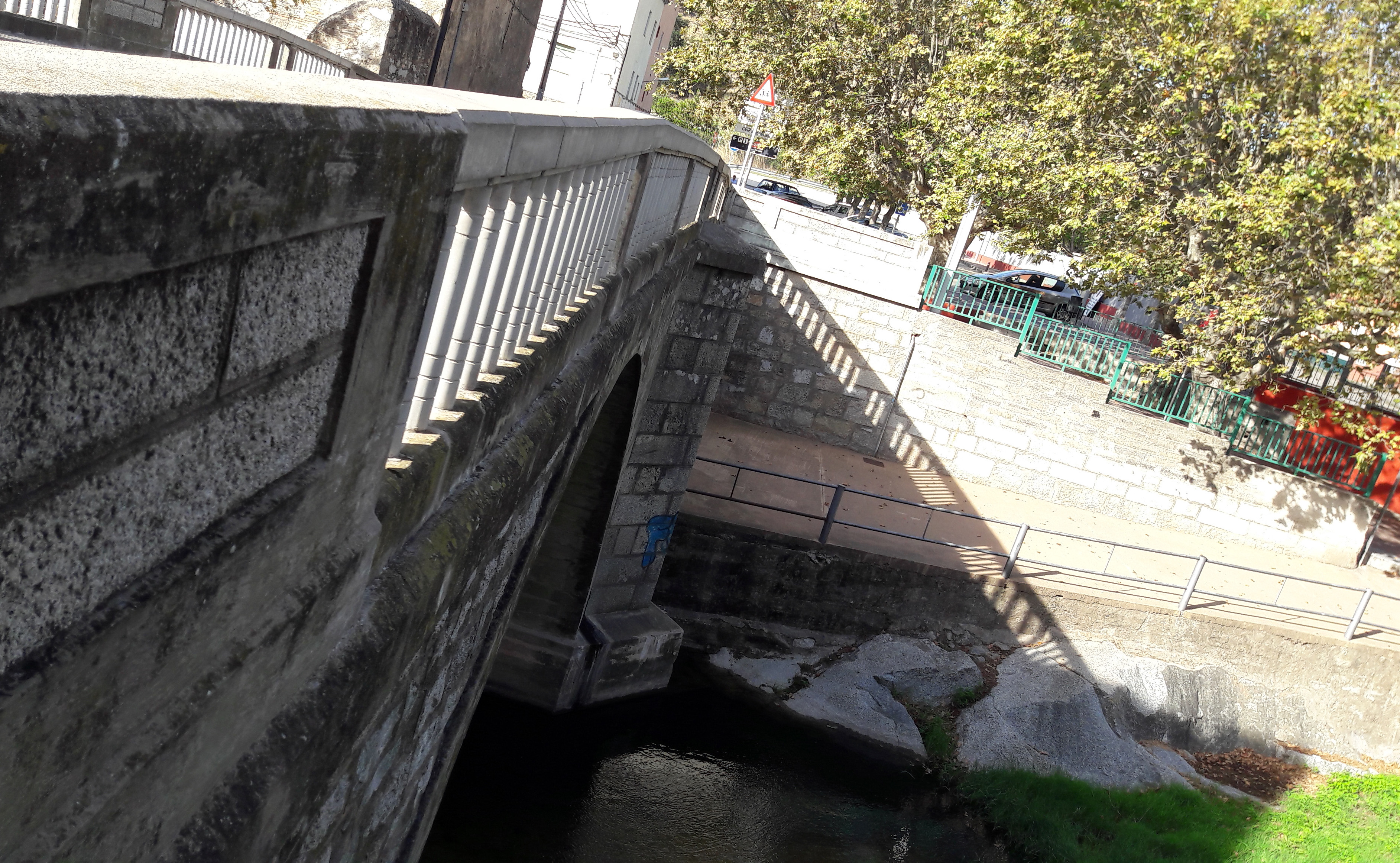
El pont

## Pont al carrer Major
Travesser a aquest carrer en destaca un pont sobre el Llobregat, realitzat amb carreus de pedra ben escairats. Disposa de dues arcades, l'una més gran que l'altra, i d'esperons situats a cada banda de l'únic pilar. A la part superior, una barana de pedra conforma l'element protector per als vianants. La seva tipologia segueix els paràmetres d'altres construccions semblants de la segona meitat del segle xix (per exemple el pont de Pedra o d'Isabel II, de Girona), moment en què els ponts de pedra a les comarques gironines van substituir-se en molts casos per altres de fets amb el material de moda a l'època: el ferro.